# A Vajdaság zászlaja
A Vajdaság zászlaja a szerb nemzeti lobogó színeiből (piros, kék, fehér) áll. A középen lévő három csillag Bácskát, Bánátot és Szerémséget jelképezi.
A lobogóban a kék szín sokkal nagyobb helyet foglal el, mint a többi szín.
A zászló az Európai Unió lobogójára emlékeztet, ez szimbolizálja a törekvést, miszerint a Vajdaság az Európai Unió része szeretne lenni.
Politikai elemzők szerint a Vajdaság a kulcsa Szerbia európai integrációjához.
A zászló 2004. február 27-étől használatos.

A – hivatalosan nem létező – Vajdaság Köztársaság zászlaja

A – hivatalosan nem létező – Vajdaság Köztársaság zászlaja a Vajdaságban élő nemzetek együttélését szimbolizálja. A trikolor három színének valamelyikét a Vajdaságban élő nemzetek mindegyike magáénak vallhatja (a kéket a szlávok, a sárgát a románok, a zöldet a bosnyákok, magyarok, romák). Másrészt a kék szín az eget, a sárga a búzamezőket, a zöld pedig a rónát jelképezi. A függőleges elrendezés a „senki sincs a másik fölött”-elv megjelenítése. A zászló pillanatnyilag az egyetlen köztársaság-párti politikai párt, a Vajdasági Szociáldemokrata Liga hivatalos zászlaja.

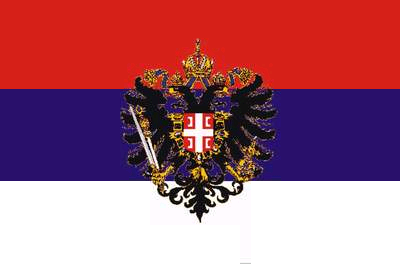
A Vajdaság, pontosabban a szerb felkelők zászlaja 1848-49 folyamán.

Az 1848–49-es forradalom és szabadságharc során a Délvidéken a helyi szerbek és Szerbiából jövő önkéntesek felkelést robbantottak ki a szerb királyság támogatásával. A lázadók élére Stevan Petrović Knićanin tábornok állt. A felkelők követelték, hogy a magyar kormány ismerje el független vajdasági szerb állam önállóságát, amely később egyesül déli szomszédjával, Szerbiával. A lobogó mint ennek a felkelésnek zászlaja, egyúttal a tervezett állam jelképe is lett volna. A szláv trikolór Szerbiához való tartozást kívánja kifejezni.